# Marten (naam)
Marten is een voornaam die een variant is van Maarten.

## Bekende naamdragers
- Marten Baersma, pseudoniem van de schrijver Meint Hylkes Bottema
- Marten Beinema, Nederlandse politicus.
- Marten Bierman, Nederlandse politicus
- Marten Bowier, Nederlandse politicus en advocaat
- Marten Burkens, Nederlandse ambtenaar, hoogleraar en politicus
- Marten de Jong, Nederlandse politicus
- Marten de Roon, Nederlandse voetballer
- Marten de Vos, Zuid-Nederlandse kunstschilder
- Marten Douwes Teenstra, Nederlandse schrijver en reiziger
- Marten Eertman, Nederlandse orgelbouwer
- Marten Eibrink, projectontwikkelaar
- Marten Eikelboom, Nederlandse hockeyer
- Marten Eppens, Nederlandse predikant, publicist en theoloog
- Marten Fortuyn, broer van Pim Fortuyn
- Marten Hoekstra, Friese kortebaanschaatser
- Marten Hulst, Nederlandse politicus
- Marten Klasema, Nederlandse atleet
- Marten Klompien, Nederlandse kunstschilder, tekenaar en graficus
- Marten Koopmans, Nederlandse politicus
- Marten Mees, Nederlandse zakenman
- Marten Oosting, Nederlandse voormalig ambtenaar en Nationale Ombudsman
- Marten Orges, Nederlandse papiermaker
- Marten Pepijn, Nederlandse schilder
- Marten Post, Nederlandse beeldend kunstenaar
- Marten Rijckaert, Zuid-Nederlandse kunstschilder
- Marten Rudelsheim, Joods-Nederlandse flamingant
- Marten Schalkwijk, Surinaamse socioloog en voormalig politicus
- Marten Scheffer, Nederlandse aquatisch ecoloog
- Marten Sikkema, Friestalige dichter, schrijver en vertaler.
- Marten Slager, Friese kortebaanschaatser
- Marten Soolmans, onderwerp van een schilderij van Rembrandt
- Marten Toonder, Nederlandse stripauteur
- Marten Treffer, Nederlandse schrijver
- Marten van Cleve, Zuid-Nederlandse kunstschilder
- Marten Van der Loo, Belgische kunstschilder en graveur.
- Marten van Hal, Nederlandse profwielrenner
- Marten van Marwijk Kooy, burgemeester van Maasdam en Binnenmaas
- Marten van Valckenborch, Brabantse kunstschilder
- Marten van der Kooij, Friese schaatser
- Marten Vilijn Jr., personage uit de Harry Potter-serie
- Marten Vilijn Sr., personage uit de Harry Potter-serie
- Marten Waefelaerts, Belgische kunstschilder
- Marten Wiersma, Nederlandse politicus
- Marten Zwaagstra, Nederlandse architect en ondernemer